# Orosz Adél
Orosz Adél (Budapest, 1938. március 17. –) Kossuth- és Liszt Ferenc-díjas magyar táncművész, balettpedagógus, balettigazgató, a Halhatatlanok Társulatának örökös tagja.

## Életpályája
1947–1950 között Nádasi Ferencnél tanult a Magyar Állami Operaház balettiskolájában. 1950-1954 között az Állami Balettintézetben folytatta tanulmányait, ahol 1954-ben balettmesterként végzett. 1954–1982 között az Operaház tagja, majd 1957–1982 között magántáncosa volt. 1959-ben Leningrádban folytatta tanulmányait a Kirov Színházban. 1984–1988 között az Operaház balettigazgatója, 1989-től pedig a Táncművészeti Főiskola balettmestere volt. 1985–1986 között országgyűlési pótképviselő, 1986–1990 között pedig képviselő volt. 2010-ben A tánc világnapján Életműdíjat kapott.

## Magánélete
1962-ben kötött házasságot Kovács Béla Kossuth-díjas klarinétművésszel. Két gyermekük született: Adél (1965) és Béla (1972).

## Színpadi szerepeiből
A Színházi Adattárban regisztrált bemutatóinak száma: 6.
- Adam: Giselle... Pas de deux; Giselle
- Hacsaturján: Gajane... Nune; Gajane
- Szabó Ferenc: Ludas Matyi... Eszti
- Carl Millöcker: A koldusdiák...
- Milhaud: Francia saláta... Isabella
- Strauss: A denevér... A II. felvonás koncertjén szerepel
- Vojnonen: A diótörő... Mária hercegnő
- Messzerer: A hattyúk tava... Odette-Odilia
- Petipa: Csipkerózsika... Auróra
- Zaharov: A bahcsiszeráji szökőkút... Mária; Zaréma
- Seregi László: A fából faragott királyfi... Királykisasszony
- Seregi László: Spartacus... Flavia
- Ashton: A rosszul őrzött lány... Lise
- Fokin: A rózsa lelke... Fiatal lány
- Dolin: Pas de quatre... Marie Taglioni

## Filmjei
- The Charlie Chester Music Hall, 9. rész (1962, brit, tv-sorozat, BBC)[5]
- The Choice Is Yours, 12. rész (1963, brit, tv-sorozat, BBC)[6]
- Az életbe táncoltatott lány (1964)
- A fából faragott királyfi (1970, magyar, tv-film)

## Díjai, elismerései
- Liszt Ferenc-díj (1961)
- Kossuth-díj (1965)
- Finn Fehér Rózsa Lovagrend (1968)
- Érdemes művész (1972)
- Kiváló művész (1976)
- SZOT-díj (1978)
- Örökös tag a Halhatatlanok Társulatában (1999)
- A Magyar Állami Operaház Mesterművésze (2003)